# I-184 (tàu ngầm Nhật)
I-184 (nguyên mang tên I-84) là một tàu ngầm tuần dương  Lớp Kaidai thuộc phân lớp Kaidai VII, nhập biên chế cùng Hải quân Đế quốc Nhật Bản vào năm 1943. Nó đã hoạt động trong Chiến tranh Thế giới thứ hai tại các khu vực quần đảo Aleut và Trung tâm Thái Bình Dương trước khi bị máy bay ném bom-ngư lôi TBM-1C Avenger Hoa Kỳ đánh chìm trong trận chiến biển Philippine vào ngày 19 tháng 6, 1944.

## Thiết kế và chế tạo

### Thiết kế
Phân lớp tàu ngầm Kaidai VII là phiên bản tàu ngầm tấn công tầm trung được phát triển dựa trên phân lớp Kaidai VI. Chúng có trọng lượng choán nước 1.862 tấn (1.833 tấn Anh) khi nổi và 2.648 tấn (2.606 tấn Anh) khi lặn, lườn tàu có chiều dài 105,5 m (346 ft 2 in), mạn tàu rộng 8,25 m (27 ft 1 in) và mớn nước sâu 4,6 m (15 ft 1 in). Con tàu có thể lặn sâu 80 m (262 ft) và có một thủy thủ đoàn đầy đủ bao gồm 86 sĩ quan và thủy thủ.
Chiếc tàu ngầm trang bị hai động cơ diesel Kampon Mk.1A Model 8 hai thì công suất 4.000 mã lực phanh (2.983 kW), mỗi chiếc vận hành một trục chân vịt. Khi lặn, mỗi trục được vận hành bởi một động cơ điện 900 mã lực (671 kW).Con tàu có thể đạt tốc độ tối đa 23 hải lý trên giờ (43 km/h; 26 mph) khi nổi và 8 hải lý trên giờ (15 km/h; 9,2 mph) khi lặn. Khi Kaidai VII di chuyển trên mặt nước nó đạt tầm xa hoạt động 8.000 hải lý (15.000 km; 9.200 mi) ở tốc độ 16 hải lý trên giờ (30 km/h; 18 mph), và có thể lặn xa 50 nmi (93 km; 58 mi) ở tốc độ 5 hải lý trên giờ (9,3 km/h; 5,8 mph).
Lớp Kaidai VII có sáu ống phóng ngư lôi 53,3 cm (21,0 in), tất cả đều được bố trí trước mũi, và mang tổng cộng 12 ngư lôi. Vũ khi trên boong tàu thoạt tiên dự định bao gồm hai khẩu pháo phòng không 25 mm (1,0 in) Kiểu 96 nòng đôi, nhưng sau đó một hải pháo 12 cm (4,7 in) chống hạm thay chỗ cho một khẩu đội 25mm.

### Chế tạo
Tàu ngầm số 162 được đặt hàng trong khuôn khổ Chương trình Vũ trang Hải quân Bổ sung thứ tư năm 1939, nhưng nó chỉ được đặt lườn tại Xưởng vũ khí Hải quân Yokosuka ở Yokosuka vào ngày 1 tháng 4, 1942. Nó được đổi tên thành I-84, rồi thành I-184 vào ngày 20 tháng 5, 1942 trước khi được hạ thủy vào ngày 12 tháng 12, 1942, và nhập biên chế cùng Hải quân Đế quốc Nhật Bản vào ngày 15 tháng 10, 1943.

## Lịch sử hoạt động

### 1943
Vào lúc nhập biên chế, I-184 được phối thuộc cùng Quân khu Hải quân Sasebo. Nó được điều về Hải đội Tàu ngầm 11 vào ngày 15 tháng 10, 1943, trực thuộc Đệ Nhất hạm đội, một bộ phận của Hạm đội Liên hợp. Đến ngày 25 tháng 11, Hải đội Tàu ngầm 11 được điều động sang Đệ Lục hạm đội, tiếp tục dưới quyền Hạm đội Liên hợp. Đến cuối tháng 11, I-184 tham gia đợt tập trận chống tàu ngầm trong biển nội địa Seto cùng với tàu tiếp liệu tàu ngầm Chōgei và các tàu ngầm I-42, I-43, Ro-40 và Ro-113.

### 1944
Vào ngày 28 tháng 1, 1944, I-184 khởi hành từ Kure, Hiroshima để tiến hành thử nghiệm thủy lôi kiểu mới Mark 1. Nó được điều sang Hải đội Tàu ngầm 22 trực thuộc Đệ Lục hạm đội từ ngày 31 tháng 1.

#### Chiến dịch quần đảo Aleut
Vào ngày 25 tháng 2, I-184 tạm thời được điều động vào Đơn vị Khu vực Đông Bắc để hoạt động tại vùng biển Bắc Thái Bình Dương. Nó khởi hành từ Sasebo vào ngày 26 tháng 2, ghé đến căn cứ Ōminato ở phía Bắc đảo Honshū từ ngày 29 tháng 2 đến ngày 4 tháng 3. Sau một chặng dừng qua đêm 11-12 tháng 3 tại Paramushiro thuộc quần đảo Kuril, I-184 có chuyến tuần tra tại vùng biển quần đảo Aleut, nhưng không bắt gặp mục tiêu nào, rồi ghé đến Ōminato từ ngày 9 tháng 4 đến ngày 11 tháng 4, trước khi đi đến Yokosuka vào ngày 13 tháng 4.

#### Trung tâm Thái Bình Dương
I-184 khởi hành từ Yokosuka vào ngày 20 tháng 5 tiến hành một chuyến đi tiếp liệu cho lực lượng Nhật Bản đồn trú trên đảo Mili thuộc quần đảo Marshall đang bị cô lập. Nó đi đến Mili vào ngày 12 tháng 6, chất dỡ hàng tiếp liệu, rồi lên đường quay trở về ngay trong ngày hôm đó. Sang ngày hôm sau, phát hiện lực lượng Đồng Minh đang hướng đến quần đảo Mariana, Đô đốc Soemu Toyoda, Tư lệnh Hạm đội Liên hợp, ra lệnh tiến hành Chiến dịch A-Go để phòng thủ quần đảo Mariana.
Cùng ngày hôm đó, Phó đô đốc Takeo Takagi, Tư lệnh Đệ Lục hạm đội, ra lệnh cho các tàu ngầm dưới quyền, bao gồm I-5, I-6, I-41, I-184 và I-185, bố trí tại Trung tâm Thái Bình Dương cách 300 nmi (560 km) về phía Đông quần đảo Mariana để lập hàng rào phòng ngự. I-184 được sắp xếp vị trí tuần tra giữa các chiếc I-5 và I-185.
Chiến dịch quần đảo Mariana bắt đầu vào ngày 15 tháng 6, 1944 khi lực lượng Hoa Kỳ đổ bộ lên Saipan. Việc chỉ huy Đệ Lục hạm đội của đô đốc Takagi từ căn cứ đặt tại Saipan bị gián đoạn, nên được chuyển giao cho Tư lệnh Hải đội Tàu ngầm 7, Chuẩn đô đốc Noboru Owada, từ căn cứ Truk thuộc quần đảo Caroline. Vào ngày 15 tháng 6, đô đốc Owada ra lệnh cho I-184 hướng đến Saipan; chiếc tàu ngầm xác nhận mệnh lệnh và ước lượng thời điểm đi đến Saipan vào khoảng 00 giờ 22 phút (giờ Nhật Bản) ngày 18 tháng 6. Sau đó nó mất liên lạc.

#### Bị mất
Trận chiến biển Philippine bắt đầu vào ngày 19 tháng 6, khi lực lượng Hải quân Nhật Bản di chuyển để tấn công lực lượng đổ bộ Hoa Kỳ ngoài khơi Saipan, và Đệ Ngũ hạm đội Hoa Kỳ tiếp chiến với hạm đội Nhật Bản. Một máy bay ném bom-ngư lôi TBM-1C Avenger thuộc Liên đội Ném ngư lôi 60 (VT-60) xuất phát từ tàu sân bay hộ tống USS Suwannee (CVE-27) đang làm nhiệm vụ tuần tra chống tàu ngầm tại vị trí cách 20 nmi (37 km) về phía Đông Nam Saipan vào ngày 19 tháng 6. Nó hạ thấp độ cao bên dưới trần mây và phát hiện I-184 đang đi trên mặt nước. Chiếc tàu ngầm lặn khẩn cấp để né tránh, nhưng chiếc Avenger đã kịp thả mìn sâu chặn đầu, đánh chìm I-184 tại tọa độ 13°01′B 149°53′Đ / 13,017°B 149,883°Đ.
Vào ngày 12 tháng 7, 1944, Hải quân Đế quốc Nhật Bản công bố I-184 bị mất với tổn thất nhân mạng toàn bộ 96 người trên tàu, tại khu vực phụ cận Saipan. Tên nó được cho rút khỏi danh sách đăng bạ hải quân vào ngày 10 tháng 8, 1944.